# حركة الكاثوليكية باراغواي
حركة الشباب الكاثوليكي باراغواي هي منظمة شبابية كاثوليكية في باراغواي، وعضو في المظلة الكاثوليكية لمنظمات الشباب.

## التاريخ
في عام 2012 استضافت المنظمة مخيم فيمكاب العالمي، وخلال المخيم شارك المشاركون في المخيم في مشاريع اجتماعية مختلفة، تم دعم المشاريع من خلال التبرع بنسبة 0.7٪ من المنظمة الألمانية الشريكة لـ منظمة كاثوليتش جونجي جيمينده.